# 三菱重工業長崎造船所

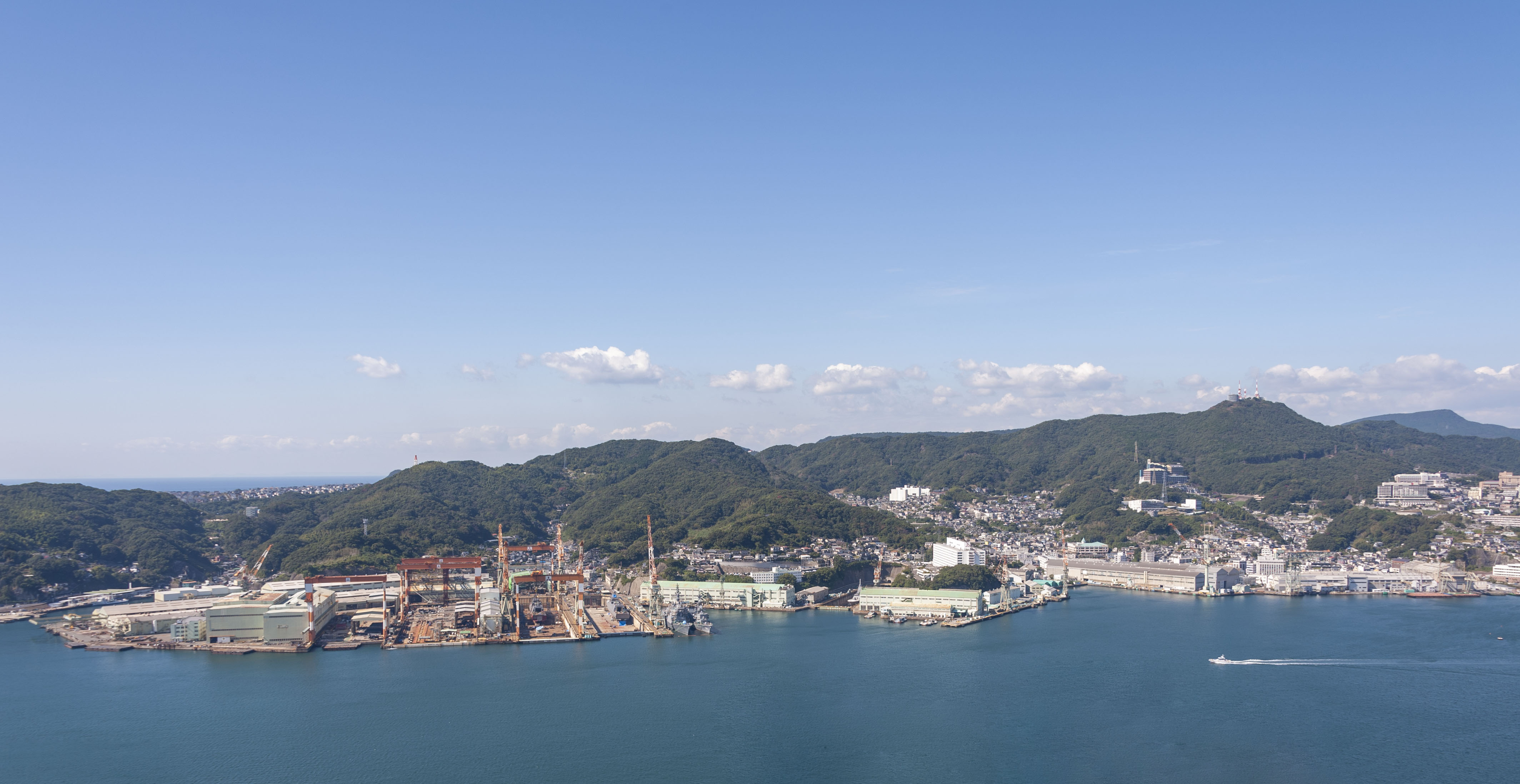
三菱重工業長崎造船所 本工場全景

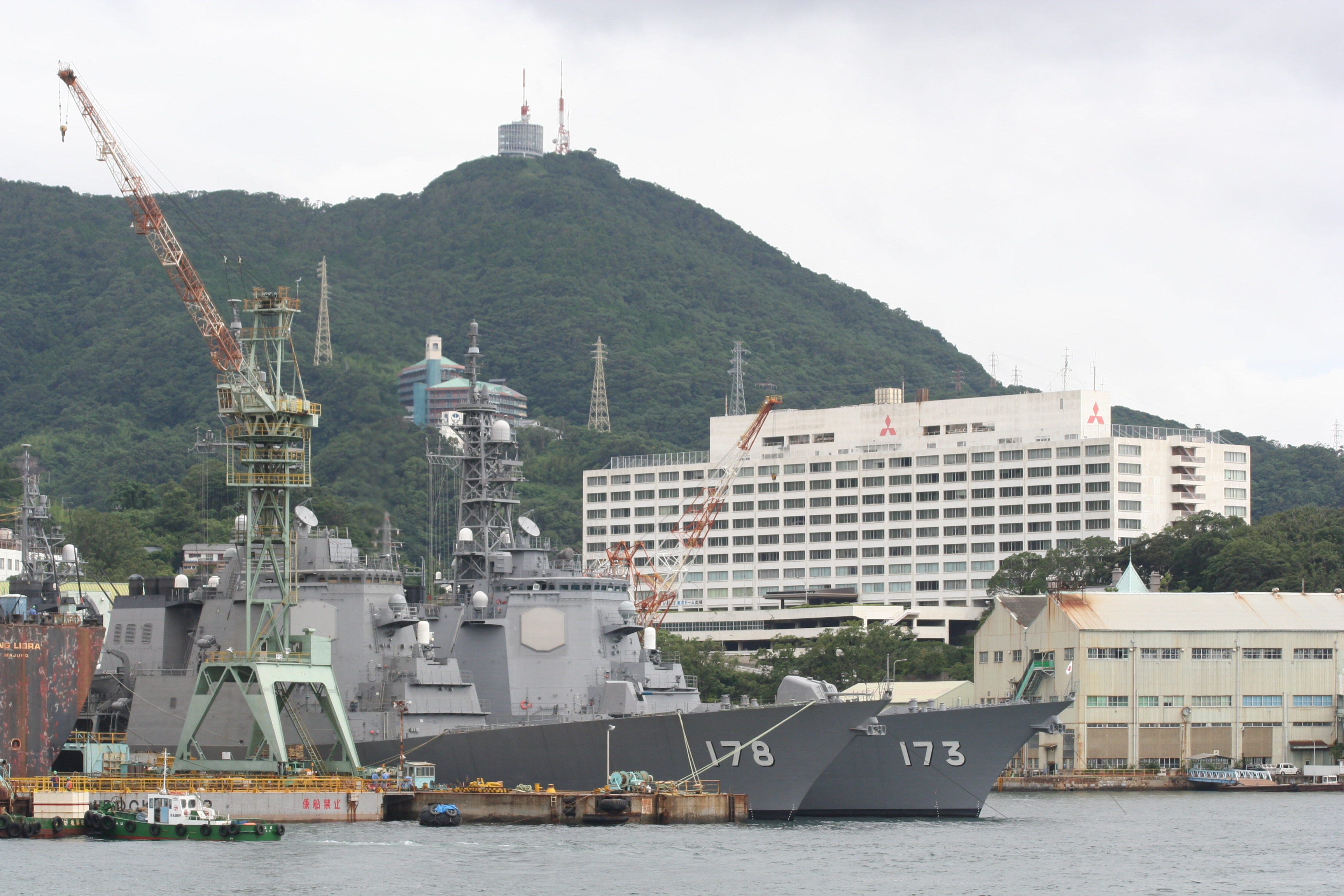
長崎造船所本館（右上の白い建物）

三菱重工業長崎造船所（みつびしじゅうこうぎょう ながさきぞうせんじょ）は、長崎県長崎市と諫早市にある三菱重工業の造船所・工場。正式名称は三菱重工業株式会社長崎造船所。略称長船（ながせん）。
三菱重工業下関造船所、三菱重工業神戸造船所と共に三菱重工業の主力工場・造船所の1つであり、同社の発祥の地である。長崎造船所のうち、小菅修船場跡、第三船渠、ジャイアント・カンチレバークレーン、旧木型場（現在は史料館）、占勝閣の5資産が世界遺産「明治日本の産業革命遺産 製鉄・製鋼、造船、石炭産業」（全23資産）の構成資産となっている。

## 概要

長崎市中心部の明治日本の産業革命遺産配置図。長崎造船所関係の5資産が含まれる。

長崎県長崎市にある本工場（長崎造船所）、香焼工場、幸町工場と、諫早市の諫早工場からなる。
大型客船や大型タンカー、LPG船等の船舶のほか、発電プラント、環境保全設備、海水淡水化プラント等、多岐にわたる製品を製造している。
本工場（長崎造船所）は、1857年（安政4年）に日本初の艦船修理工場「長崎鎔鉄所」として誕生し、江戸幕府から明治政府に管理が移った後、1887年に岩崎弥太郎率いる三菱商会（現在の日本郵船）に払い下げ、以後民営の造船所として多数の艦船を建造した。戦艦「武蔵」を建造したことでも有名である。
戦後、財閥解体の影響で三菱重工は3社に分割されるなど経営母体は紆余曲折したが、本工場は賠償撤去指定工場を免れ存続する。
一時期は受注も途絶え小型の漁船を細々と建造する有様であったが、1950年の朝鮮戦争前後よりその高い造船技術を評価され、以後オイルショック頃まで大型タンカー受注が続いた。
現在は民間船舶の他海上自衛隊の護衛艦も多数建造している。1950年代には後甲板の傾斜に特徴的な設計を持つ護衛艦を多く建造し、護衛艦における「オランダ坂」の名前の由来となった。
飽の浦本工場内には三菱重工業長崎造船所史料館が開館されている。

## 沿革

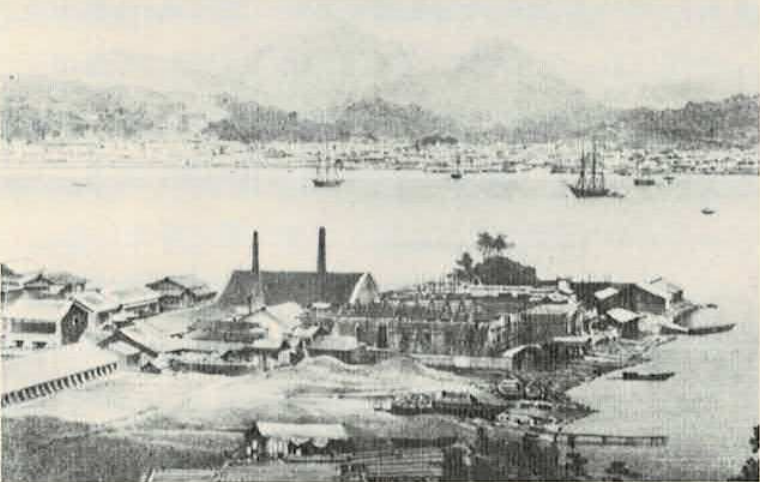
長崎鎔鉄所（1860年）

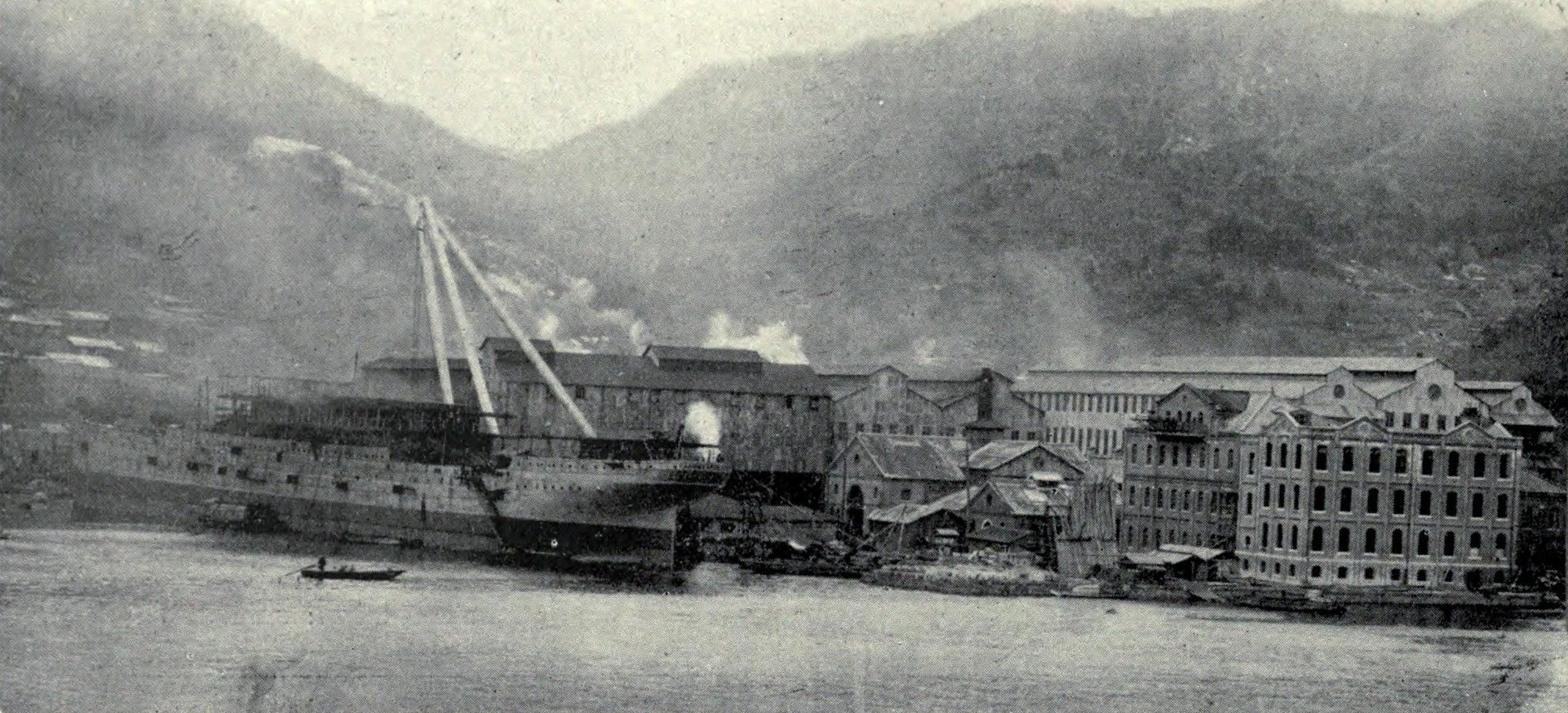
三菱重工業長崎造船所飽浦製鑵工場（明治時代）

- 1857年（安政4年） - 江戸幕府直営「長崎鎔鉄所」の建設着手。
- 1860年（万延元年） - 「長崎製鉄所」と改称。
- 1861年（文久元年） - 完成。
- 1868年（明治元年） - 官営「長崎製鉄所」となる。
- 1871年（明治4年） - 工部省所管「長崎造船局」と改称。
- 1879年（明治12年） - 立神第一ドック完成
- 1884年（明治17年） - 三菱経営となる。「長崎造船所」と改称。三菱重工業は、この年を創業年としている。
- 1887年（明治20年） - 設備の払い下げを受ける。
- 1893年（明治26年） - 「三菱合資会社三菱造船所」と改称。
- 1896年（明治29年） - 第二ドック完成。
- 1903年（明治36年） - 第二、第三船台完成。
- 1909年（明治42年） - 150トンジャイアント・カンチレバークレーン（ハンマーヘッドクレーン）をイギリスより購入[4]。その後100年を超えてなお稼働を続けている[5][6]。
- 1912年（大正元年） - 第一船台にガントリークレーン完成。
- 1915年（大正4年） - 戦艦「霧島」竣工。（戦艦「榛名」と共に民間造船所初の戦艦建造）
- 1917年（大正6年） - 「三菱造船株式会社長崎造船所」と改称。
- 1923年（大正12年） - 電機工場が分離独立し、三菱電機長崎製作所となる。
- 1934年（昭和9年） - 「三菱重工業株式会社長崎造船所」と改称。
- 1936年（昭和11年） - 第二船台ガントリークレーン完成。（戦艦「武蔵」建造場所）
- 1942年（昭和17年） - 戦艦「武蔵」竣工。
- 1945年（昭和20年） - 長崎市への原子爆弾投下により工員や動員学徒に多数の死傷者を出す。
- 1949年（昭和24年） - 昭和天皇の戦後巡幸。第二船台を視察[7]。
- 1950年（昭和25年） - 三菱重工は3社に分割「西日本重工業株式会社」長崎造船所となる。
- 1951年（昭和26年） - 長崎精機製作所（旧:長崎兵器製作所）と統合。
- 1952年（昭和27年） - 社名変更「三菱造船株式会社」長崎造船所となる。
- 1955年（昭和30年） - 大型タンカー「ビードル」進水の際に、制動装置のワイヤー切断により船が暴走し、700メートル先の対岸に乗り上げる事故が発生する[3]。
- 1964年（昭和39年） - 三菱重工グループの三社合併「三菱重工業株式会社」長崎造船所となる。
- 1965年（昭和40年） - 20万トンドック2基が完成する[3]。
- 1967年（昭和42年） - 倒産した川南工業香焼島造船所の跡地を取得。のちの香焼工場となる。
- 1969年（昭和44年） - 第24回国民体育大会開催時に来県した天皇・皇后が工場を視察[8]。
- 1972年（昭和47年） - 三菱重工で最大規模となる香焼工場が完成する[3]。
- 1985年（昭和60年） - 飽の浦本工場内の木型場が三菱重工業長崎造船所史料館として開館。
- 1997年（平成9年） - 史料館に展示されている工作機械「竪削盤」（1856年オランダ製）が国の重要文化財に指定される[9][10]。
- 2003年（平成15年） - カンチレバークレーンが国の登録有形文化財に登録される[11]。
- 2014年（平成26年） - 三菱日立パワーシステムズ (MHPS　後の三菱パワー) が設立。それに伴い、火力発電事業を担当する同社長崎工場が当所に併設される。
- 2015年（平成27年） - 長崎造船所を含む長崎地区の工場再編計画を発表[12]。幸町工場の全事業と本工場（飽の浦地区）の管理・設計部門を諫早工場に移転させ、防衛省およびJAXA向けの事業を諫早工場に集約させるというもの。
- 2018年（平成30年） - 分社化により三菱造船と三菱重工海洋鉄構が設立される。
- 2020年（令和2年） - 香焼工場にて修繕工事中のイタリア船籍コスタ・アトランチカでCOVID19への集団感染が発生する。
- 2021年（令和3年） - 香焼工場の新造船部門を、大島造船所に2022年度までに段階的に売却する契約を締結したことを発表[13][14][15]（後述）。また併設されていた三菱パワー長崎工場が再度長崎造船所に統合される。
- 2022年（令和4年） - 香焼工場新造船エリアの大島造船所への引き渡し完了を発表[16]（後述）。

## ギャラリー
【世界遺産】とあるのは明治日本の産業革命遺産の構成資産であることを示す。

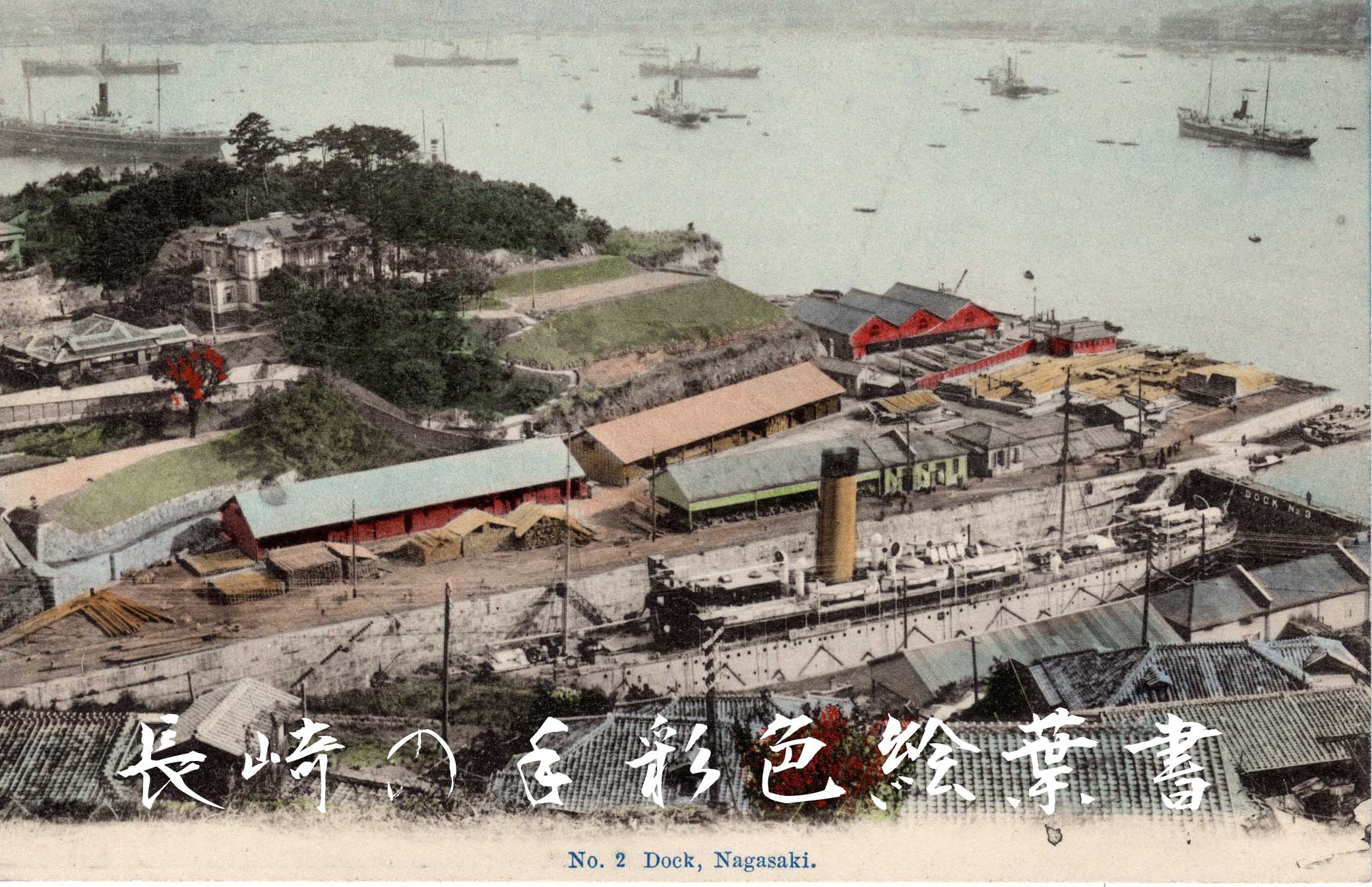
明治時代の長崎三菱造船所（第二ドック） 手彩色絵葉書
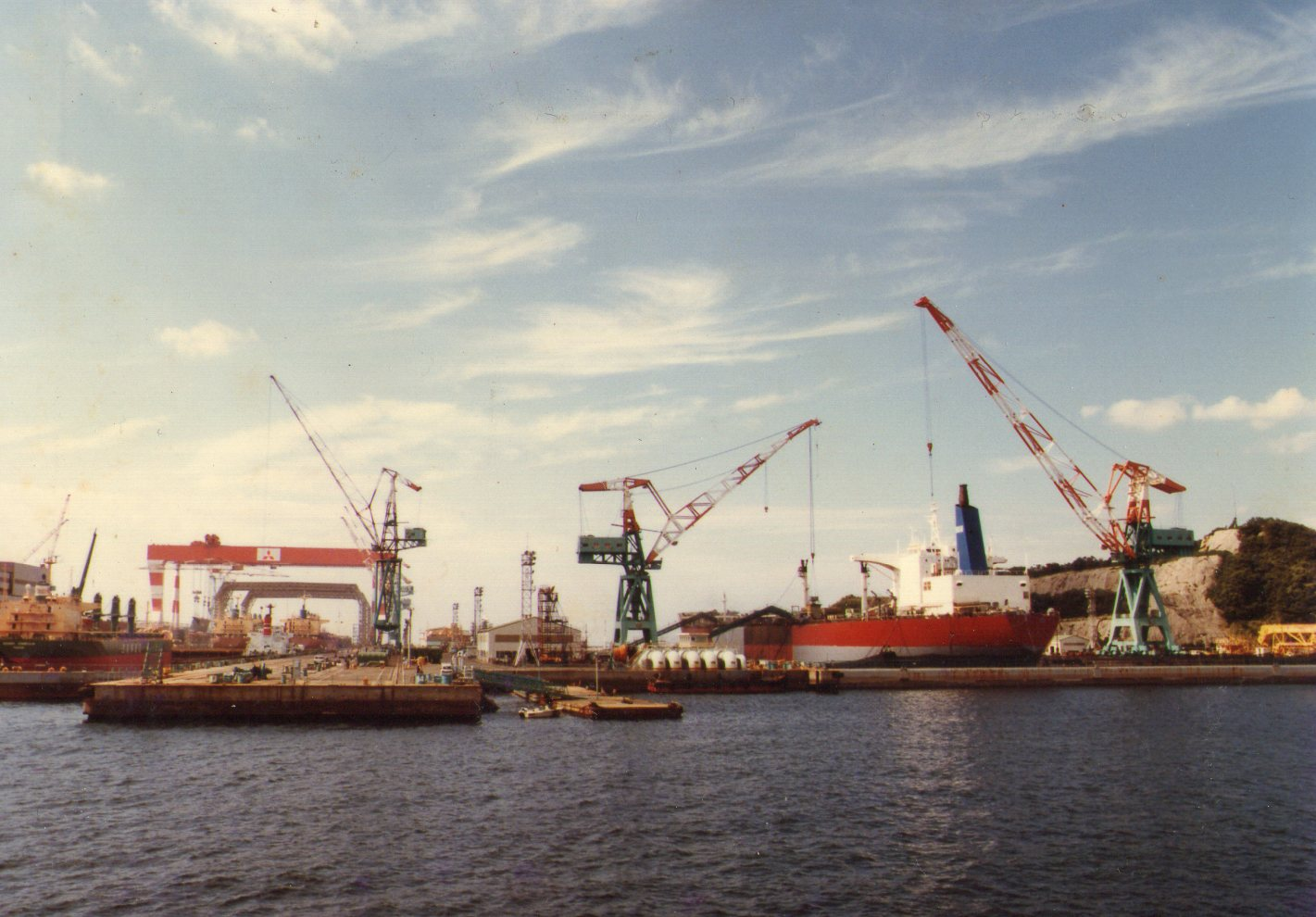
1984年10月三菱重工長崎ドックナンバー2
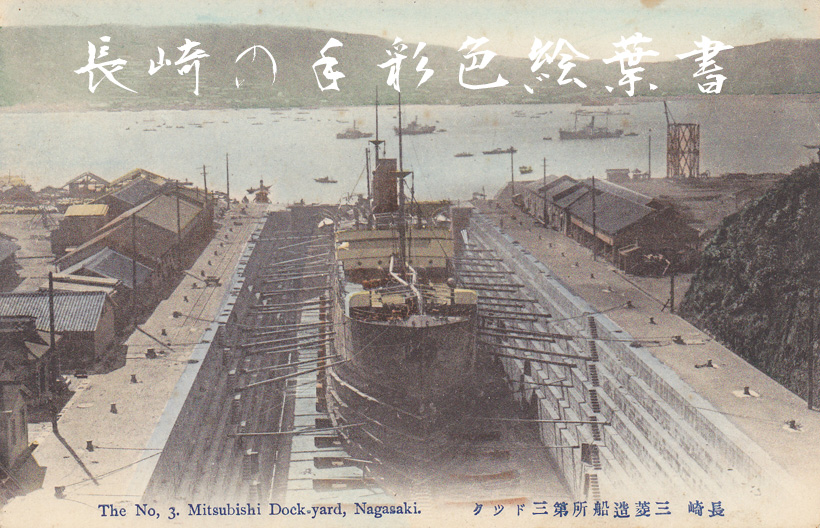
明治から大正頃の第三ドック（第三船渠）【世界遺産】
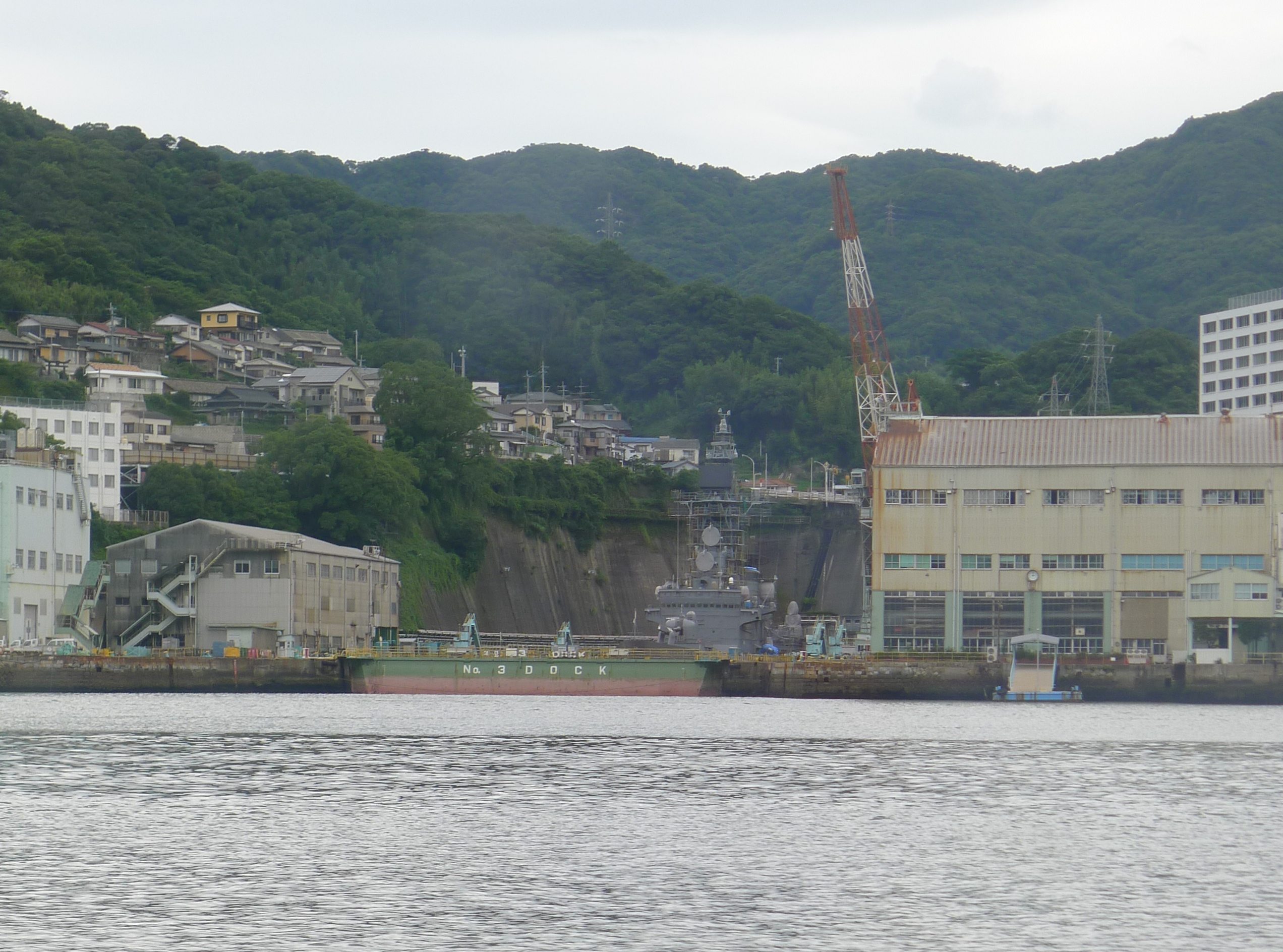
海自艦船入渠中の第三ドック（第三船渠）【世界遺産】
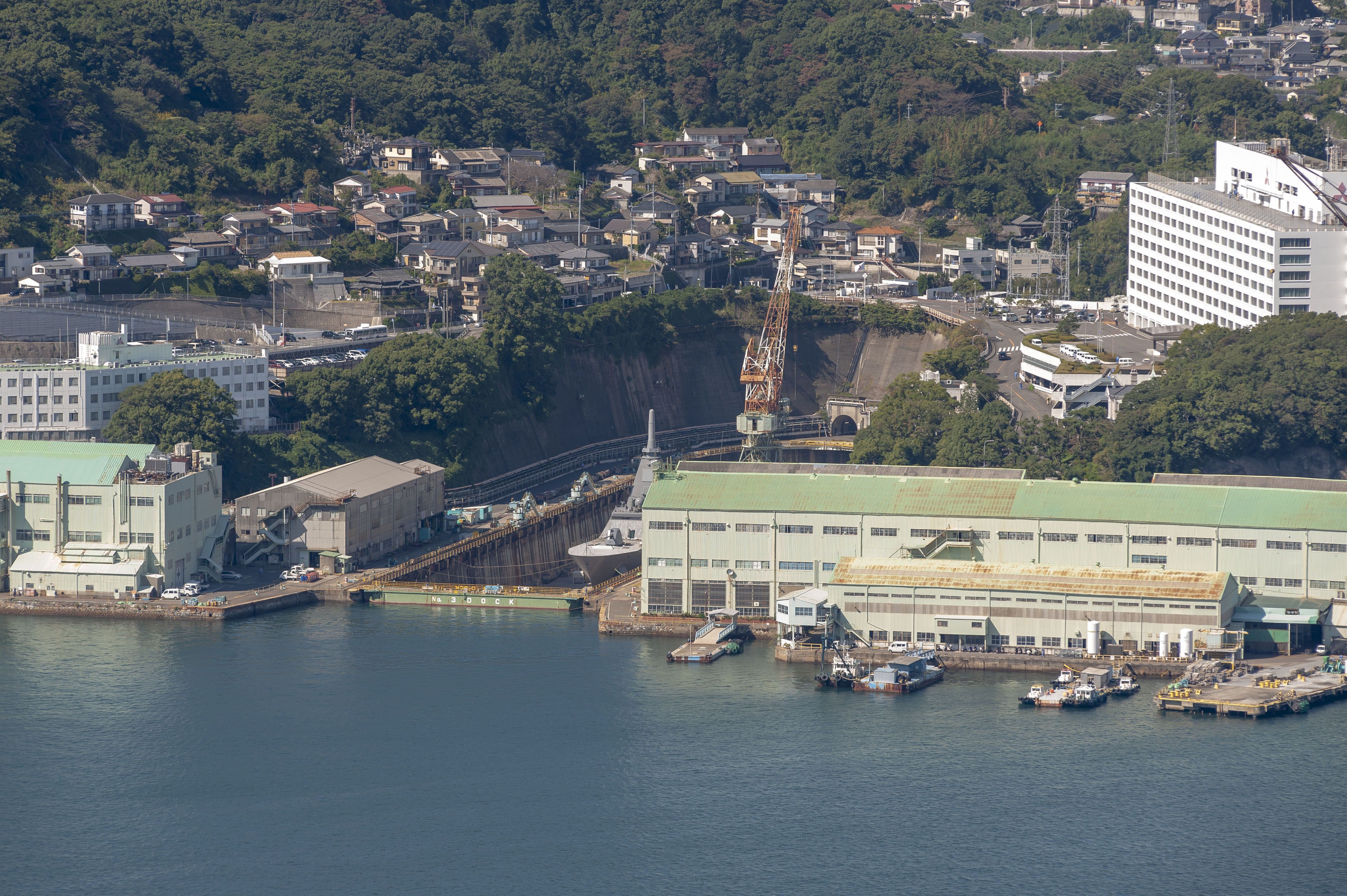
三菱重工業長崎造船所 第三ドック（第三船渠）【世界遺産】
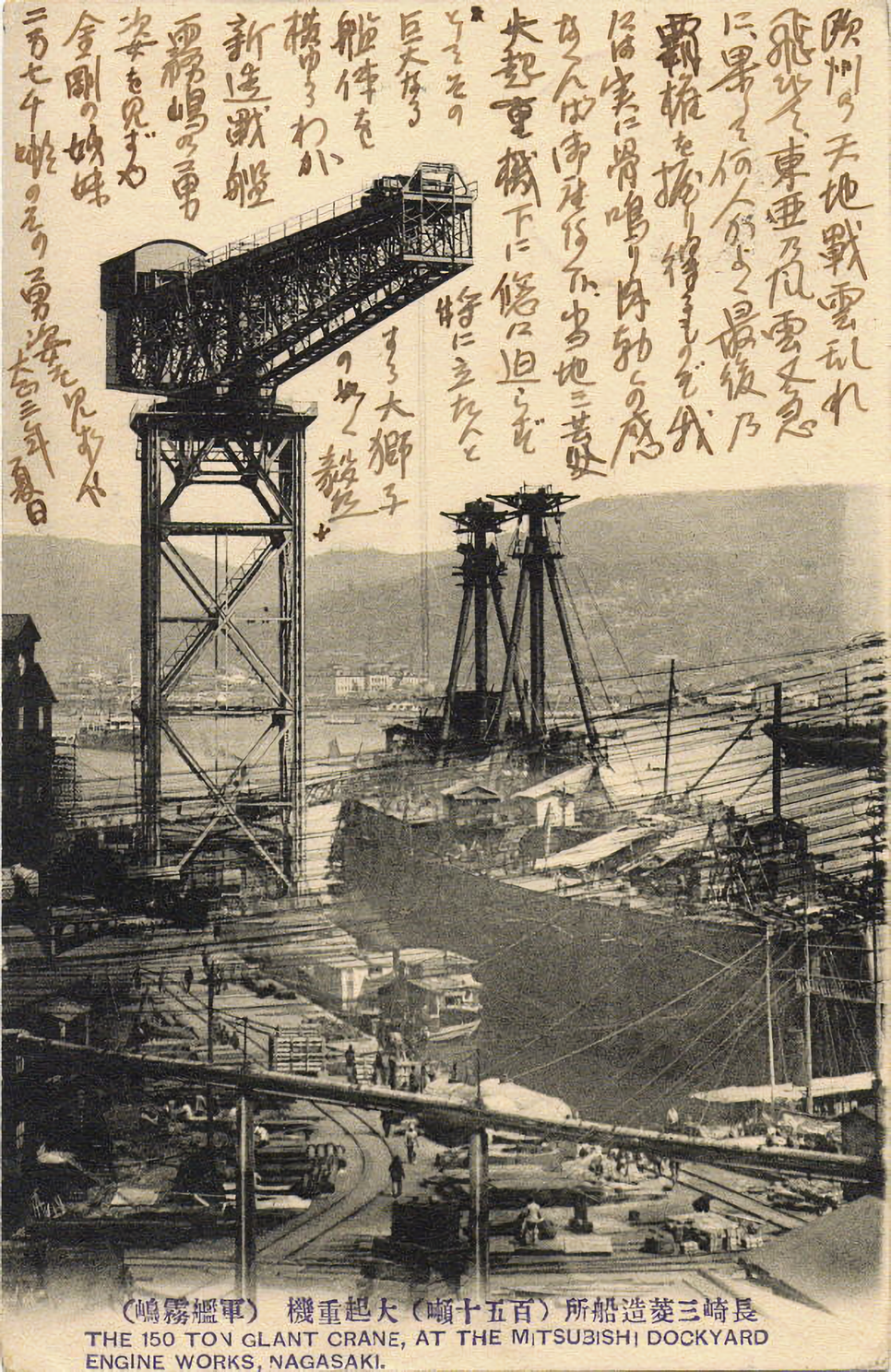
三菱造船所（長崎）で建造中の巡洋戦艦　霧島の絵葉書（1914年8月9日消印）
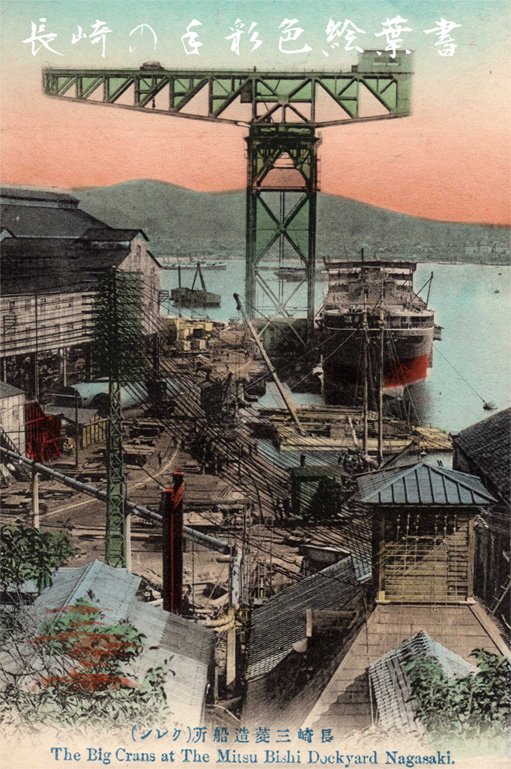
ジャイアント・カンチレバークレーン（明治時代）【世界遺産】
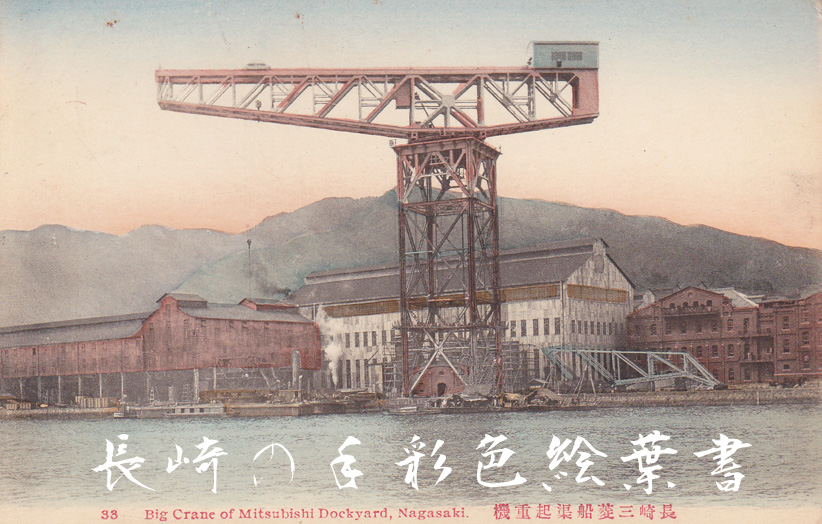
ジャイアント・カンチレバークレーン（明治から大正の頃）【世界遺産】
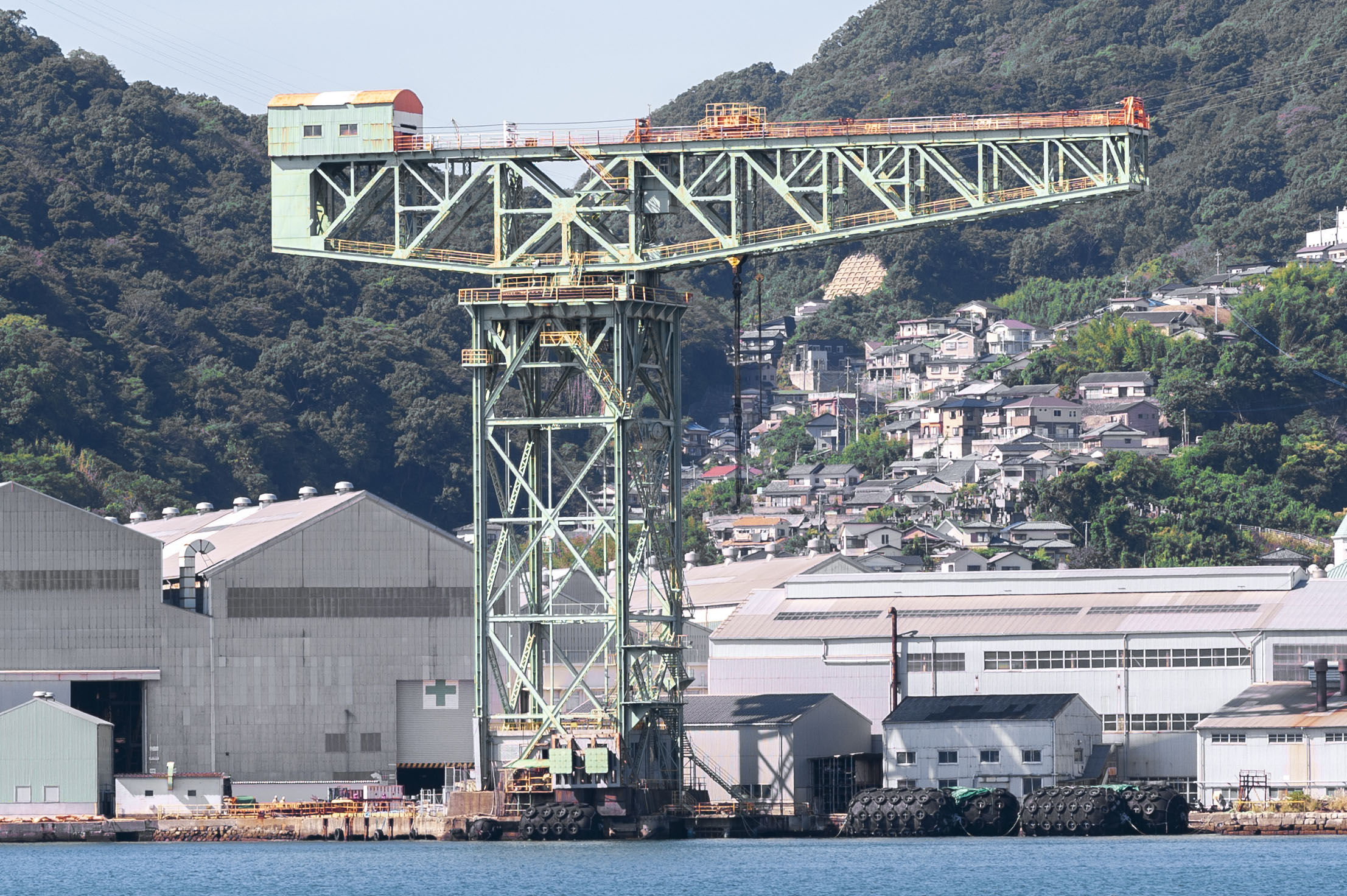
ジャイアント・カンチレバークレーン（現在）【世界遺産】
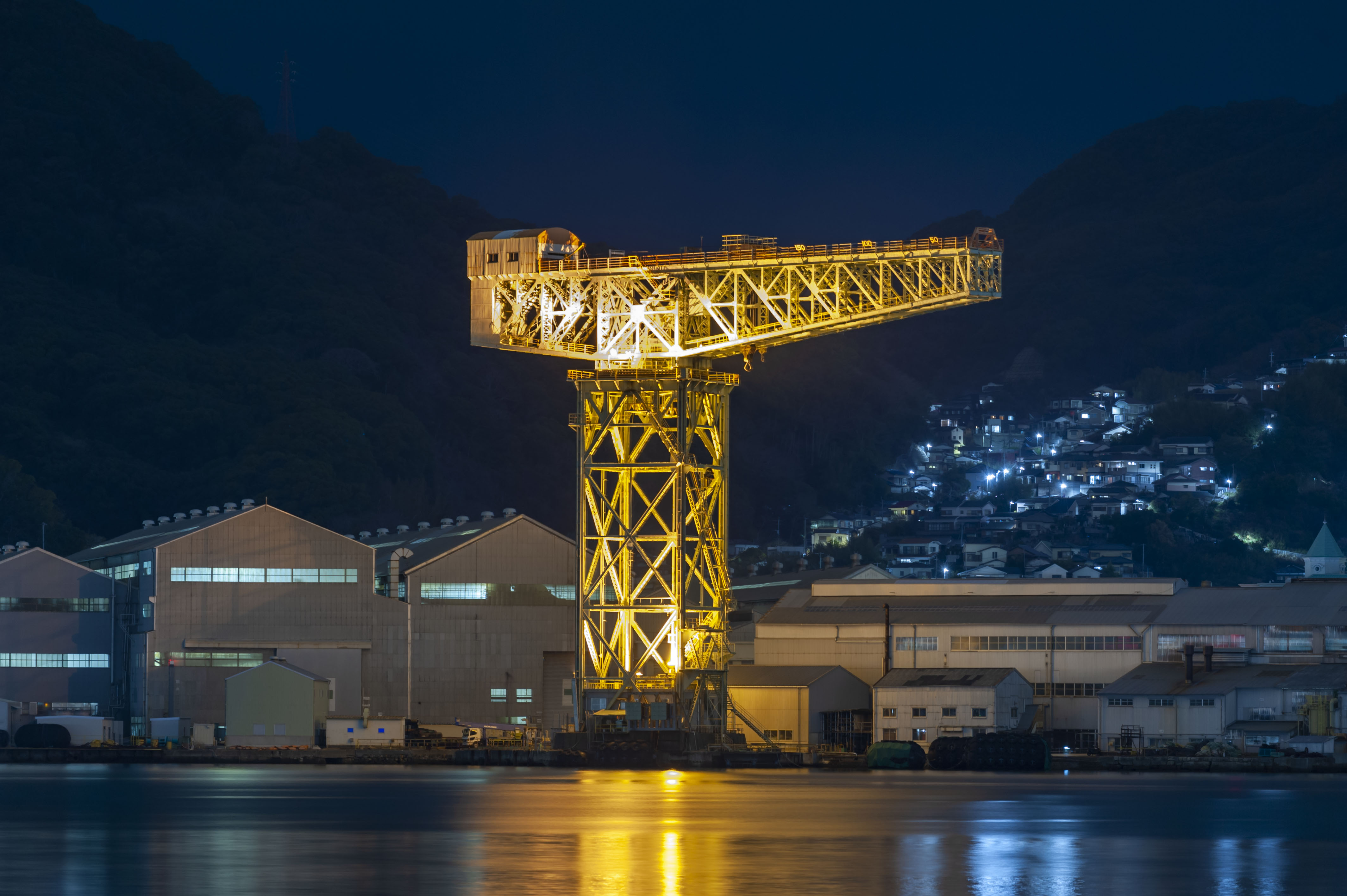
ジャイアント・カンチレバークレーン（ライトアップ）【世界遺産】
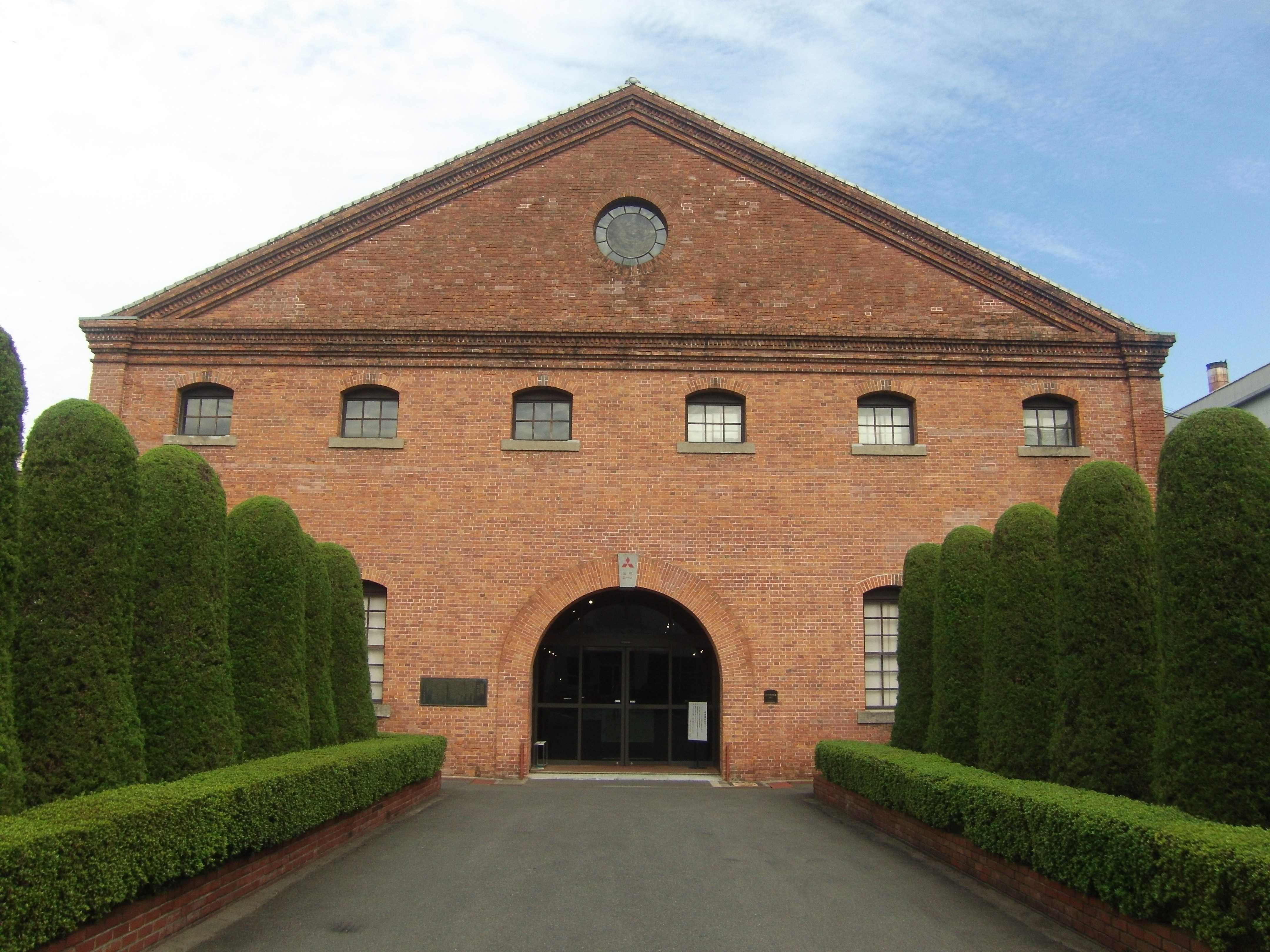
旧木型場（三菱重工業長崎造船所史料館）【世界遺産】
占勝閣【世界遺産】

## 主な製品

### 戦前・戦中に建造された船舶

#### 民間向け
- 夕顔丸（1887年 - 1962年）、800トン
- 筑後川丸（1890年 - 不詳）、1,200トン
- 須磨丸（1895年 - 1926年）、1,592トン
- 常陸丸・初代（1898年 - 1904年）、6,172トン
- 常陸丸・二代目（1906年 - 1917年）、6,716トン
- 対馬丸・鉄道連絡船（1905年 - 1925年）
- 丹後丸（1905年 - 1944年）、7,463トン
- 小笠原丸（1906年 - 1945年）、1,404トン
- 天洋丸（1908年 - 1933年）、13,454トン
- 地洋丸（1908年 - 1916年）、13,426トン
- 紀洋丸（1910年 - 1935年）、9,287トン
- 春洋丸（1911年 - 1937年）、13,377トン
- さんとす丸（1925年 - 1944年）、7,266トン

- ぶゑのすあいれす丸（1929年 - 1943年）、9,625トン
- うらる丸（1929年 - 1944年）、6,375トン
- りおでじゃねろ丸（1930年 - 1944年）、9,626トン
- 浅間丸（1929年 - 1944年）、16,947トン
- 龍田丸（1927年 - 1943年）、16,955トン
- 名古屋丸（1932年 - 1944年）、6,071トン
- 金剛丸（1936年 - 1953年）、7,082トン
- 高砂丸（1937年 - 1956年）、9,315トン[17]
- 興安丸（1937年 - 1970年）、7,079トン
- ぶらじる丸（1939年 - 1942年）、12,752トン
- あるぜんちな丸（後の空母「海鷹」）
- 新田丸（後の空母「冲鷹」）
- 八幡丸（後の空母「雲鷹」）

#### 日本海軍向け
- 通報艦：最上 [I] （長崎での軍艦建造第1号）
- 防護巡洋艦：矢矧 [I]
- 戦艦：霧島、日向、土佐（未成）、武蔵
- 重巡洋艦：古鷹、青葉、羽黒、鳥海、三隈、利根、筑摩
- 軽巡洋艦：多摩、木曾、名取、川内
- 航空母艦：天城、笠置（未成）、隼鷹、海鷹（改装工事）
- 特設航空母艦：春日丸
- 潜水母艦：迅鯨、長鯨
- 駆逐艦
  - 神風型：白露 [I]、白雪 [I]、白妙、水無月 [I]
  - 峯風型：澤風、矢風、羽風、秋風、夕風
  - 神風型（二代）：神風 [II]、朝風 [II]
  - 秋月型（乙型）：照月、涼月、新月、若月、霜月

### 戦後に建造された船舶

#### 民間向け
- ネスサブリン - 1961年竣工（タンカー） 解説ページ：産業技術史資料データベース
- 愛光丸 - 1976年竣工（タンカー）
- クリスタル・ハーモニー（現 飛鳥II） - 1990年竣工（クルーズ客船）
- 飛鳥（現 アマデア） - 1991年竣工（クルーズ客船）
- ダイヤモンド・グレース - 1994年竣工（タンカー）
- プテリ・インタン・サツ - 2002年竣工（LNG船）
- ダイヤモンド・プリンセス - 2004年竣工（クルーズ客船）
- サファイア・プリンセス - 2004年竣工（クルーズ客船）
  - 2002年10月1日、同造船所にて「造船所2180番船」として艤装工事中の、「ダイヤモンド・プリンセス」が火災を起こした。施主であるP&Oに対する納入期限が2003年7月に迫っていたため、同時に建造していた2番船（「造船所2181番船：サファイア・プリンセス」）を急遽、新「ダイヤモンド・プリンセス」として改修し、2004年2月に（「ダイヤモンド・プリンセス」としては）7か月遅れながらも納入にこぎつけた。なお炎上した造船所2180番船は、同造船所の香焼工場に移されて焼損部分を完全に撤去し、新「サファイア・プリンセス」として改修され2004年5月にデビューを果たした。2020年に横浜港にてCOVID19の集団感染が発生したのは2番船のほうである。
- はまなす - 2004年竣工（フェリー）　
  - 2004年5月9日、海上試運転後の乾ドック入渠作業中に発電機関室から出火、一部を焼損する火災を起こしている。
- あかしあ - 2004年竣工（フェリー）
- ちきゅう（掘削装置部分） - 2005年竣工（地球深部探査船）
- 邪馬台 - 2010年竣工（重量物運搬船）
- トンスベルク - 2011年竣工（RORO船）
- すずらん（2代） - 2012年竣工（フェリー）
- すいせん（2代） - 2012年竣工（フェリー）
- アイーダ・プリマ - 2016年竣工（クルーズ客船）
- バスラ - 2021年出港（超大型タンカー）[18]
- はまゆう - 2021年竣工

#### 海上自衛隊向け
- はるかぜ型護衛艦
  - DD-101 「はるかぜ」（1番艦）
- むらさめ型護衛艦 (初代)
  - DD-107 「むらさめ (護衛艦・初代)」（1番艦）
- あやなみ型護衛艦
  - DD-103 「あやなみ」（1番艦）
- あきづき型護衛艦 (初代)
  - DD-161 「あきづき（初代）」（1番艦）
- いすず型護衛艦
  - DE-212 「もがみ」（2番艦）
- あまつかぜ型ミサイル護衛艦
  - DDG-163 「あまつかぜ」（1番艦）
- たかつき型護衛艦
  - DD-165 「きくづき」（2番艦）
  - DD-167 「ながつき」（4番艦）
- はるな型護衛艦
  - DDH-141 「はるな」（1番艦）
- たちかぜ型護衛艦
  - DDG-168 「たちかぜ」（1番艦）
  - DDG-169 「あさかぜ」（2番艦）
  - DDG-170 「さわかぜ」（3番艦）
- はつゆき型護衛艦
  - DD-124 「みねゆき」（3番艦）
  - DD-133 「しまゆき」（12番艦）
- はたかぜ型護衛艦
  - DDG-171 「はたかぜ」（1番艦）
  - DDG-172 「しまかぜ」（2番艦）
- あさぎり型護衛艦
  - DD-157 「さわぎり」（7番艦）

- こんごう型護衛艦（イージス艦）
  - DDG-173 「こんごう」（1番艦）
  - DDG-174 「きりしま」（2番艦）
  - DDG-175 「みょうこう」（3番艦）
- むらさめ型護衛艦
  - DD-104 「きりさめ」（4番艦）
  - DD-105 「いなづま」（5番艦）
  - DD-109 「ありあけ」（9番艦）
- たかなみ型護衛艦
  - DD-111 「おおなみ」（2番艦）
  - DD-113 「さざなみ」（4番艦）
- あたご型護衛艦（イージス艦）
  - DDG-177 「あたご」（1番艦）
  - DDG-178 「あしがら」（2番艦）
- あきづき型護衛艦 (2代)
  - DD-115 「あきづき（2代目）」（1番艦）
  - DD-116 「てるづき」（2番艦）
  - DD-117 「すずつき」（3番艦）
- あさひ型護衛艦 (2代)
  - DD-119 「あさひ（2代目）」（1番艦）
  - DD-120 「しらぬい」（2番艦）
- もがみ型護衛艦
  - FFM-1 「もがみ」（1番艦）
  - FFM-3 「のしろ」（3番艦）
  - FFM-4 「みくま」（4番艦）
  - FFM-5 「やはぎ」（5番艦）
  - FFM-6 「あがの」（6番艦）
  - FFM-7 「によど」（7番艦）
  - FFM-9 「なとり」（9番艦）
  - FFM-10 「ながら」（10番艦）
  - FFM-11 「たつた」（11番艦）
  - FFM-12 （12番艦）
- 新型FFM
  - FFM-13（1番艦）
- はやぶさ型駆潜艇
  - PC-308「はやぶさ」（1番艇）

#### 海上保安庁向け
- つがる型巡視船
  - PLH-05 「ざおう」（4番船）
  - PLH-09 「りゅうきゅう」（8番船）
- みずほ型巡視船
  - PLH-21 「みずほ」（1番船）
- れいめい型巡視船
  - PLH-33 「れいめい」（1番船）
  - PLH-34 「あかつき」（2番船）

### 魚雷
- 長魚雷
  - Mk37（ライセンス生産）[19]
  - 54式魚雷[20]
  - 72式魚雷
  - 80式魚雷
  - 89式魚雷
  - 18式魚雷
- 短魚雷
  - Mk44（ライセンス生産）[19]
  - Mk46（ライセンス生産）[19]
  - 73式魚雷
  - 97式魚雷
  - 12式魚雷

## 工場一覧
- 本工場（長崎造船所）

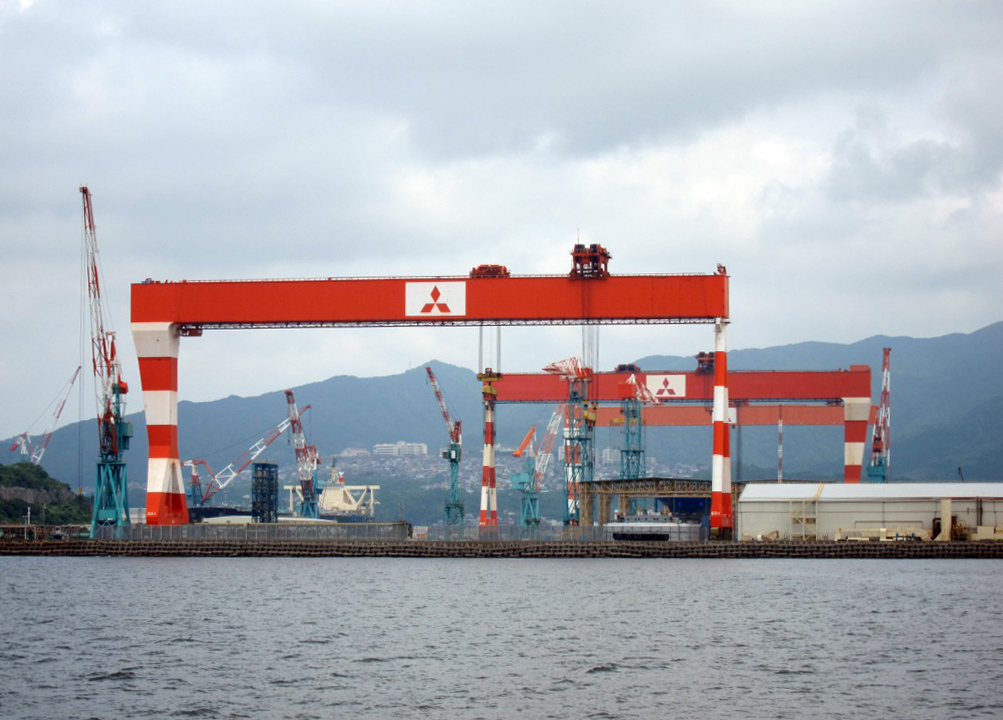
香焼工場

  - 長崎市飽の浦町1-1（北緯32度44分31.9秒 東経129度51分30.7秒 / 北緯32.742194度 東経129.858528度）
    - 長崎港西側一帯に工場の設備が広がっている。造船所の本館やドックなどが置かれている。
- 香焼工場
  - 長崎市香焼町180（北緯32度41分56.2秒 東経129度49分22.2秒 / 北緯32.698944度 東経129.822833度）
    - 香焼町北部の大半が工場の敷地となっている。
- 幸町工場
  - 長崎市幸町6-12（北緯32度45分33.1秒 東経129度51分51.9秒 / 北緯32.759194度 東経129.864417度）
- 諫早工場
  - 諫早市津久葉町6-53（北緯32度49分26.3秒 東経130度1分5.8秒 / 北緯32.823972度 東経130.018278度）
- 堂崎工場（旧：長崎兵器製作所）
  - 長崎県西彼杵郡長与町岡郷2961-3（北緯32度52分25秒 東経129度53分8秒 / 北緯32.87361度 東経129.88556度）

### 幸町工場の跡地活用について
2015年7月23日、三菱重工業は長崎地区の工場再編計画を発表し、2017年度中に幸町工場の全事業を閉鎖することとなった。これに関連して三菱重工業は2017年1月、幸町工場の跡地活用に関して「長崎の街に新しいライフスタイルと仕事を創出し、『住む・働く・楽しむ』という3つの視点から豊かな暮らしを実現する長崎駅北部の新拠点」「長崎の歴史的背景や長崎らしさを活かしつつ、少子高齢化の時代においても『来訪者・住民を問わず多世代が交流し、活気あふれる持続可能なまちづくりを先導する拠点』」というまちづくりコンセプトを発表。このコンセプトに基づいて幸町工場一帯の跡地活用策（事業計画案）を公募することになった。この公募には以下の企業グループが公募したことが報じられている。
- 九州旅客鉄道（JR九州）：長崎新聞の取材に対し、応募を認めた上で、商業施設やマンションなどの建設を検討対象としている[23]
- イズミ：長崎新聞の取材に対し、応募したことは認めているものの、詳細については非公表[23]
- 大和ハウス工業：長崎新聞の取材に対し、応募したことは認めているものの、詳細については非公表[23]
- ジャパネットホールディングス：子会社化したJリーグ・V・ファーレン長崎の新たなホームスタジアムとなる球技場を核とした施設群を想定している[24]。

2018年4月26日、ジャパネットホールディングスとジョーンズ・ラング・ラサール (JLL) グループ、竹中工務店の3社で結成された「ジャパネットホールディングスグループ」が三菱重工業との間で幸町工場の跡地再開発業務の優先交渉権を獲得したことを発表した。ジャパネットが事業主となり、総合プロデュースをJLLグループが、スタジアムの設計を竹中がそれぞれ担当。23,000人規模収容の球技専用スタジアムを核に、スタジアムビューホテル、タワーマンション、オフィス、地域密着型の商業施設を配置する計画とした。総事業費は約1000億円となるが、ジャパネットが借り入れを含めて全額を拠出する予定という。2022年に着工し、2024年10月14日開業予定。

### 香焼工場新造船部門の売却
香焼工場では、大型のLNG運搬船等が建造されてきたが、2010年代以降、中国・韓国系造船企業の安値攻勢が激化し、受注低迷により建造ドックの稼働率が低下していた。このため三菱重工業は、2021年（令和3年）3月30日に、香焼工場の建造ドック等の新造船エリアを大島造船所に2022年度までに段階的に売却する契約を締結したと発表した。香焼工場の修繕用ドックは引き続き三菱重工業が保有し、船舶修繕事業に力を入れていくとしている。
2022年（令和4年）12月27日に、三菱重工業と大島造船所は、香焼工場新造船エリアの引き渡し完了を発表した。大島造船所は、取得した香焼工場で主力のばら積み貨物船の他、LNG燃料船や洋上風力発電設備の浮体構造物の建造も検討しており、2023年度の本格稼働を目指すとしている。

## 関連文献
- 三菱長崎造船所史 1巻（三菱造船株式会社長崎造船所職工課、1928年） - Google ブックス